# Rakitnitsa (distrikt i Bulgarien, Stara Zagora)
Rakitnitsa (bulgariska: Ракитница) är ett distrikt i Bulgarien.   Det ligger i kommunen Obsjtina Stara Zagora och regionen Stara Zagora, i den centrala delen av landet, 180 km öster om huvudstaden Sofia.
Trakten runt Rakitnitsa består till största delen av jordbruksmark. Runt Rakitnitsa är det ganska tätbefolkat, med 155 invånare per kvadratkilometer.